# Florence Mendez
Pour les articles homonymes, voir Mendez.
Florence Mendez, née le 24 janvier 1987 à Etterbeek, est une comédienne, humoriste et chroniqueuse belge.

## Biographie
Florence Mendez est née en 1987 à Etterbeek, d’un père espagnol et d’une mère belge. Elle grandit à Bruxelles où elle fréquente diverses écoles primaires et secondaires. Elle en change souvent, afin d'échapper au harcèlement scolaire dont elle est victime. Elle déménage plus tard à Limal, dans le Brabant wallon. Elle obtient son certificat d'enseignement secondaire supérieur à l'athénée royal de Wavre, option langues modernes. Après deux années d'études infructueuses (l'une à l'université catholique de Louvain-la-Neuve, l'autre à l'université libre de Bruxelles), elle se fait engager comme vendeuse au sein de la boutique Games Workshop de Bruxelles, dont elle devient la gestionnaire quelques mois plus tard. La chaîne de magasins britannique vend des figurines à collectionner et à peindre soi-même, afin de jouer avec celles-ci à des jeux de stratégie tels que Warhammer ou Warhammer 40 000. En 2010, elle donne naissance à son premier enfant, puis en 2012 elle retourne sur les bancs de l'école. Elle fréquente la Haute École de Bruxelles Defré dont elle sort première de sa promotion en 2015, titulaire d'un bachelier AESI en langues germaniques (néerlandais et anglais). Elle enseigne quelque temps avant de se lancer dans l'humour en 2016. En juin 2017, elle est frappée par un trouble panique, qui la contraint à interrompre son activité le temps de se soigner. C'est à la suite de cet épisode qu'on lui diagnostique un trouble du spectre autistique sans déficience, anciennement appelé autisme Asperger. Florence Mendez est également à haut potentiel intellectuel (HPI).

## Carrière
L'humoriste belgo-québécois Dan Gagnon lui permet de faire ses premières armes en l’engageant comme coauteure pour le Dan Late Show début 2016,,.
Le 21 mars de la même année, elle joue son tout premier sketch sur la scène ouverte du Kings of Comedy Club à Ixelles, où, elle aura plus tard l'occasion de faire les premières parties d'artistes tels qu'Alex Vizorek, Guillermo Guiz ou Laurence Bibot.
En octobre, elle fait ses débuts à la radio, sur La Première, dans l’émission C’est presque sérieux, animée par Walid. On peut l’entendre également le matin, dans Le Futuroscoop, La Preuve par meuf, ou encore Le Café serré pour quelques remplacements durant l'été, et dans l’émission Un samedi d’enfer, animée par Nicolas Buytaers.
Début 2017, elle coécrit la cérémonie des Magritte du cinéma avec Thomas Gunzig. Un mois plus tard, elle termine l’écriture de son premier spectacle, qu’elle joue régulièrement au Cali Club à Drogenbos sous le nom provisoire d’Oh et puis merde. Après avoir remporté le prix du jury du festival du rire de Charleroi, elle reçoit l’aide de Dan Gagnon. Son spectacle, remanié, prend alors le nom de Délicate.
La même année elle se voit également confier une chronique hebdomadaire dans le Vif week-end nommée Cash Test. En 2018, elle est sélectionnée pour rejoindre les Poulains du Rire, jeunes talents du Festival du rire de Rochefort. Elle remporte également le prix de la presse et celui du public à Bastogne et est la grande gagnante de la scène ouverte du Voo Rire de Liège. Cette victoire lui permet d’ailleurs de s’exporter à Morges (Suisse), Cannes (France) ou encore Québec (Canada). Après avoir brièvement chroniqué dans le Good Morning sur Radio Contact, elle est engagée en février 2019 par Canal+ et rejoint le Bureau des Auteurs à Paris. Puis dès septembre, elle propose une chronique hebdomadaire humoristique dans l’émission Snooze sur la chaîne Pure (RTBF). En novembre de la même année, elle remporte le prix de la Découverte à Orchies (France) et participe pour la première fois au festival de Montreux. Cela lui permettra de se faire remarquer et d'intégrer en tant que chroniqueuse le talk-show télévisé Piquantes !, diffusé dès 2020 sur la chaîne Téva présenté par Nicole Ferroni, en compagnie de Laura Domenge, Thaïs Vauquières et Christine Berrou.
En 2020, à la suite de sa rencontre avec son attachée de presse française Léo Domboy au festival d'Avignon en 2019, elle modifie à nouveau son spectacle afin d'y intégrer les sujets qu'elle traite entre autres aujourd'hui : ses difficultés en tant que personne autiste et son expérience du trouble panique.
Le 2 septembre 2021, elle fait ses débuts dans La Bande originale sur France Inter. Elle reste dans l'émission jusqu'en juin 2022. En novembre 2022, elle se déclare « victime de harcèlement » de la part d’une collaboratrice de l'émission La Bande originale. Le même mois, dans une interview au Magazine Moustique, elle confirme l'identité de cette collaboratrice en la personne de Leïla Kaddour-Boudadi.
Elle est écartée en 2023 par la direction du groupe M6 de l’émission Piquantes !, dont elle était l’une des fondatrices, à la suite d'une altercation avec Gérald Darmanin (elle avait traité ce dernier de « violeur » hors antenne).
Son premier roman, Accident de personne, est publié le 4 janvier 2024 aux éditions Massot.
À la rentrée 2024, elle intègre la nouvelle émission de Guillaume Meurice La Dernière sur Radio Nova.

## Engagement et prises de position
Florence Mendez se revendique comme féministe intersectionnelle et antiraciste. Elle-même bisexuelle, elle dénonce aussi les injustices et violences que subissent les personnes LGBTQIA+. Elle milite pour briser les tabous qui subsistent autour de la santé mentale et pour mieux faire comprendre la neuroatypie.
En octobre 2023, à la suite du passage du statut d'accusé au statut de témoin assisté d'Ary Abittan dans une affaire de viol, ce dernier reprend progressivement son activité de spectacle et est programmé dans plusieurs salles françaises. Florence Mendez annonce alors qu'elle refusera de jouer son spectacle dans des salles qui accueillent un spectacle d'Abittan. En janvier 2024, elle appelle à dénoncer les agressions sexuelles commises dans le milieu de l'humour français et annonce avoir recueilli une vingtaine de témoignages de femmes contre le stand-uppeur français Seb Mellia. Ce dernier nie ces accusations et dit vouloir porter plainte contre Florence Mendez.

## Radio et télévision
- La Première :
  - C'est presque sérieux, animé par Walid
  - Le Futuroscoop, La Preuve par meuf et Café serré

- Téva :
  - Piquantes !
  - Téva Comedy Show

- Radio Contact :
  - Le Good Morning

- Pure :
  - Snooze

- France Inter :
  - La Bande originale, animée par Nagui

- Radio Nova : 
  - La Dernière, animée par Guillaume Meurice

## Publications
- Accident de personne, Paris, Florent Massot (ISBN 238035409X)